# Arthur Bourguignon von Baumberg
Arthur Anton Adelbert svobodný pán Bourguignon von Baumberg (14. února 1857 Terst – 18. října 1928 Vídeň) byl rakousko-uherský admirál. Jako absolvent námořní akademie sloužil u c. k. námořnictva od roku 1874, absolvoval několik cest po světě a později byl velitelem několika bitevních lodí. V roce 1909 dosáhl hodnosti kontradmirála svou kariéru završil jako zástupce velitele válečného přístavu v Pule (1909–1911).

## Biografie

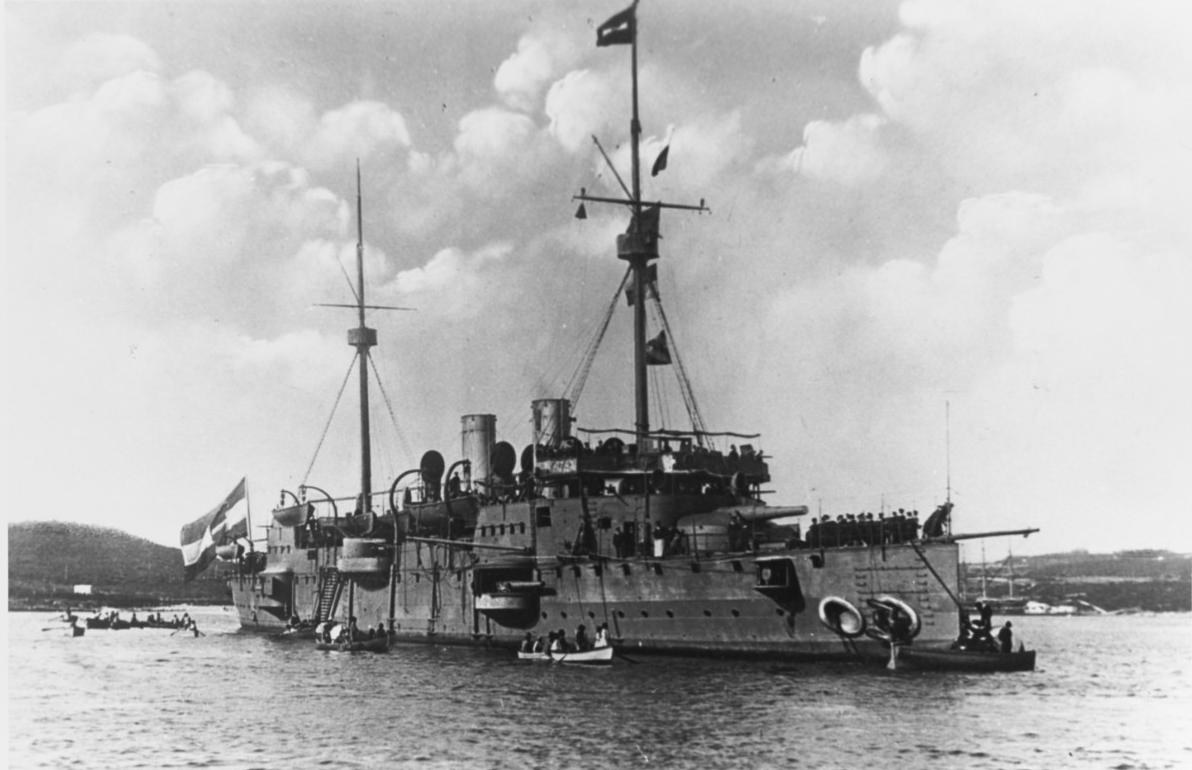
Křižník SMS Kaiserin Elisabeth

Pocházel ze staré šlechtické rodiny původem z francouzské Provence, předkové od 18. století působili ve službách habsburské monarchie. byl synem admirála Antona Bourguignona (1808–1879). První vzdělání získal na reálkách ve Štýrském Hradci a Pule, v letech 1870–1874 studoval na C. k. námořní akademii v Rijece. K námořnictvu nastoupil v roce 1874 jako kadet a na korvetě SMS Dandolo absolvoval v letech 1874–1875 cestu kolem světa. V roce 1878 získal hodnost praporčíka a kromě služby na různých lodích byl pověřován úkoly také v přístavech nebo u Hydrografického úřadu v Pule. Postupoval v hodnostech (poručík II. třídy 1886, poručík I. třídy 1889) a dostal pod velení menší plavidla typu torpédových člunů, kromě toho se věnoval výcviku námořních kadetů. Mezitím absolvoval další cestu do Ameriky (v roce 1884 na korvetě SMS Saida). V letech 1892–1893 byl na křižníku SMS Kaiserin Elisabeth v doporovodu arcivévody Františka Ferdinanda na cestě do Japonska.

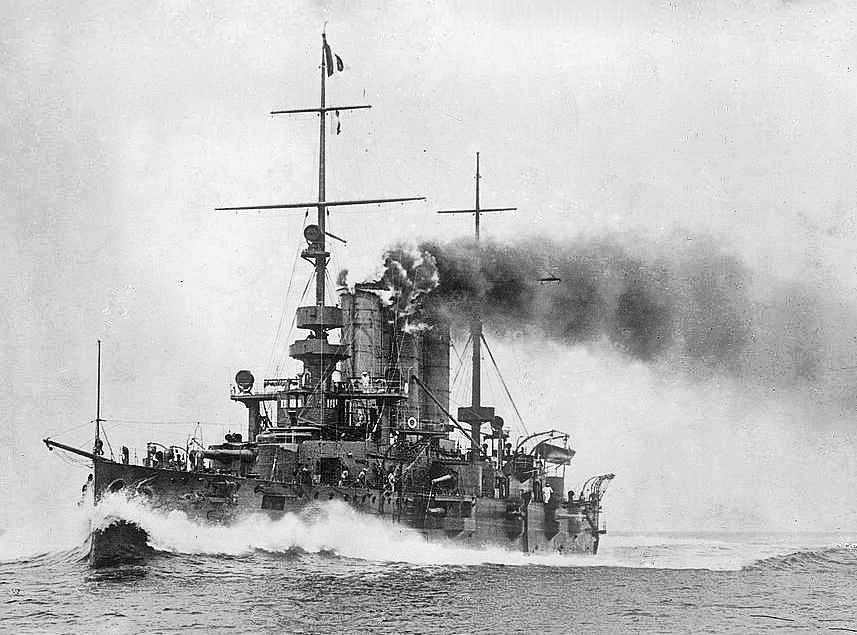
Bitevní loď SMS Erzherzog Ferdinand Max

V roce 1898 byl povýšen na korvetního kapitána a byl prvním důstojníkem na bitevních lodích SMS Monarch a SMS Budapest. K datu 1. listopadu 1901 získal hodnost fregatního kapitána a v letech 1903–1904 byl velitelem křižníku SMS Zenta, mezitím souběžně působil u velení námořní základny v Pule. Dne 1. listopadu 1905 byl povýšen na kapitána řadové lodi a převzal velení bitevní lodi SMS Kaiserin und Königin Maria Theresia. Krátce velel na výcvikové lodi SMS Custozza (1906–1907) a poté byl velitelem bitevních lodí SMS Babenberg a SMS Erzherzog Ferdinand Max (1907-1908). V roce 1908 byl přidělen k námořnímu sborovému velitelství v Pule, kde nakonec v letech 1909–1911 zastával funkci zástupce velitele námořní základny v Pule. Dne 1. listopadu 1909 byl povýšen do hodnosti kontradmirála a v únoru 1911 byl penzionován.
Na penzi se usadil ve Vídni a později v Altmünsteru v Horním Rakousku. Za první světové války byl v lednu 1917 znovu povolán do aktivní služby, ale neobdržel žádné velení a již v březnu téhož roku odešel znovu do soukromí. Po rozpadu monarchie žil ve Schwanenstadtu v Horním Rakousku, ale nakonec se znovu vrátil do Vídně. Dne 18. října 1928 spolu se svou druhou manželkou spáchal sebevraždu, oba manželé byli zpopelněni ve vídeňském krematoriu. 
Byl dvakrát ženatý. V roce 1884 se poprvé oženil s Marií Annou Gattorno (1861–1908), s níž měl dvě děti. Syn Edwin sloužil v c. k. armádě a také jako diplomat. Jeho druhou manželkou se v roce 1924 stala Paula Grubissa (1885–1928), s níž o čtyři roky později spáchal sebevraždu. 

## Tituly a ocenění
Užíval šlechtický titul svobodný pán, který rodině náležel od roku 1775. Během služby u námořnictva získal několik vyznamenání v Rakousku-Uhersku i v zahraničí.

### Rakousko-Uhersko
- Vojenský záslužný kříž (1893)
- Jubilejní pamětní medaile (1898)
- Služební odznak pro důstojníky III. třídy (1899)
- Vojenský jubilejní kříž (1908)
- Řád železné koruny III. třídy (1911)

### Zahraničí
- Řád sv. Stanislava III. třídy (1877, Rusko)
- Námořní záslužný kříž II. třídy (1893, Španělsko)
- Řád vycházejícího slunce IV. třídy (1894, Japonsko)
- komandérský kříž Řádu Spasitele (1905, Řecko)
- Řád červené orlice II. třídy (1909, Německo)